# Plazuelas
Plazuelas, é uma uma zona arqueológica localizada na comunidade de San Juan El Alto Plazuelas, a poucos kilómetros a oeste da cidade de Pénjamo, no estado de Guanajuato, em um dos sopés da Sierra de Pénjamo, ocupando uma área de 34 hectáreas. Atualmente é a zona arqueológica mais importante do estado de Guanajuato. Esse sítio arqueológico e datado do período pré-hispânico.

## Localização
O sítio arqueológico de Plazuelos se localiza na comunidade de Plazuelas, na Sierra de Pénjamo, a 15 minutos da cidade de Pénjamo pela rodovia federal 90, rumo a Piedad em Michoacán. Existe um devio na rodovia federal, onde inicia a rodovia municipial que leva as pirâmides da qual, no início aparece um letreiro de boas vindas, e apresentação da zona arqueológica.

## História
O lugar mostra evidências arqueológicas de ocupação do período clássico da Mesoamérica, entre os anos 600 e 900 de nossa era. Os habitantes de Plazuelas proviam de diferentes etnias. Ao cabo de 300 anos, ter-se construído e povoado a cidade, foi destruída queimada e posteriormente abandonada.

### Composição da Zona
Está composta por diversos edifícios feitos a base de cantera, mesma que foi tomada onde se encontra; conta também com uma praça, um temazcal e jardins afundados pelos que se comunicam as edificações, da qual foi contemporânea e atualmente se encontra em discussão, se foram os chichimecas quem a fundaram, mas provavelmente não já que os chichimecas eram considerados barbaros, então é relevante os huastecas, ou uma cultura desconhecida à qual se lhe tem atribuído o título de "el bajío".

### Zona arqueologica única em seu tipo
Ao redor da zona encontram-se dispersas mais de 1.000 pedras talhadas com diversos temas, inclusive uma maqueta onde se mostra, e apreciam hoje em dia o complexo contexto arqueológico. Única zona arqueológica que conta com este tipo de obras. A tal ponto que cerca da área protegida, atingido já pela cidade, afora de uma loja de abarrotes, há uma rocha talhada com uma pirâmide incompleta, e uma curiosa personagem que os habitantes da comunidade denominam o "Huachimonton".

### Turismo e Recreação
- Atualmente o lugar conta com um museu, onde se exibem peças encontradas no lugar durante a restauração e escavações da zona.
- Ainda faltam mais pirâmides para serem desenterradas, e na descobertas falta ainda restauração e estudo para poder compreender a fundo a história desta enigmática cidade pré-hispânica.
- Um agradável rio de água clara, que conserva fauna e flora de seu passado, corre no desfiladeiro onde se encontram as pirâmides principais, esta água é tão pura e limpa que é de consumo direto de sua nascente.
- Há venda de comida regional nos fins de semana.
- Existem lojas de lembranças na zona arqueológica, bem como guias que explicam a detalhe a história e composição da zona.[1]

## Percurso

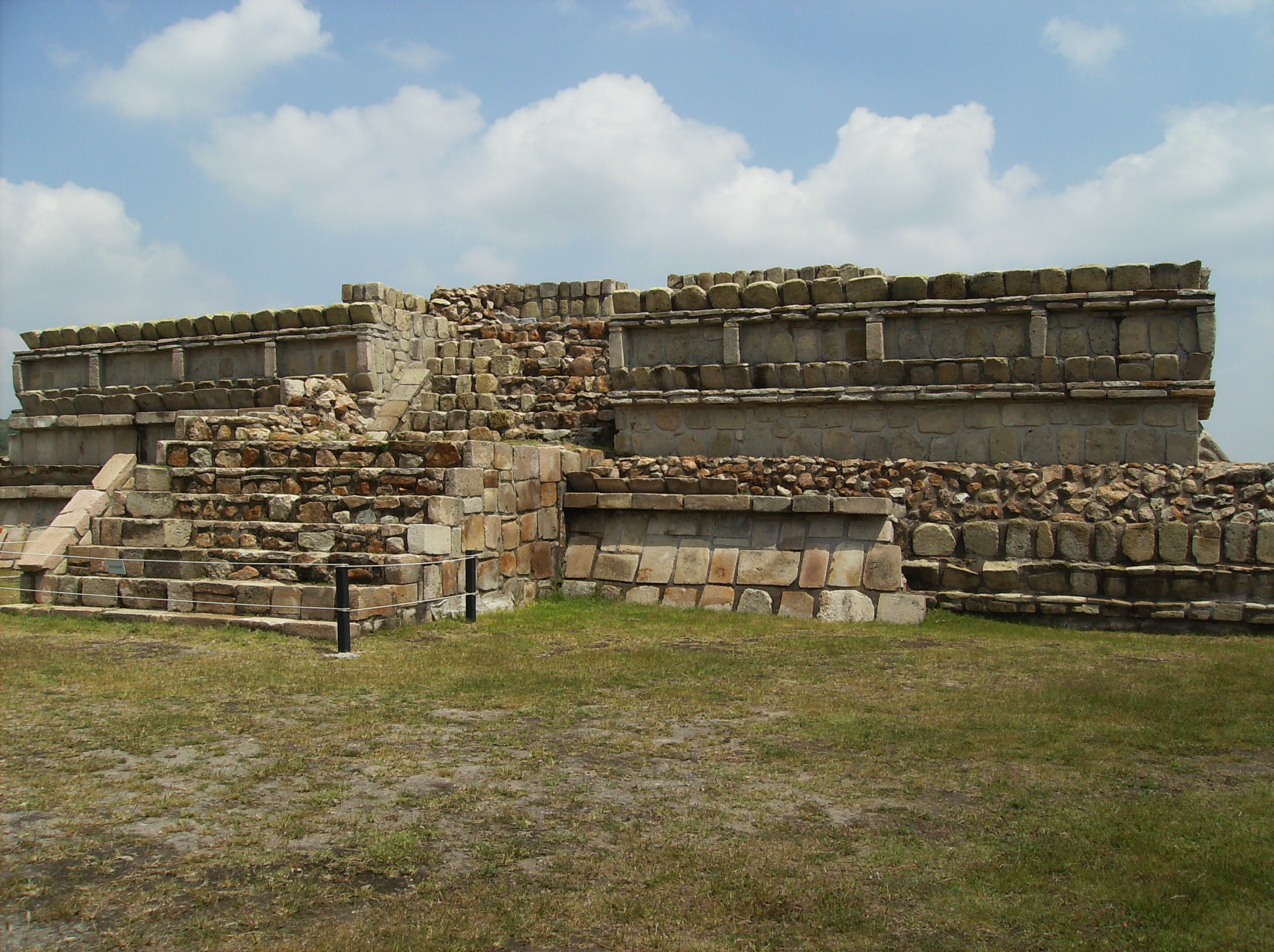
Ruína de uma pirâmide em Plazuelas

Plazuelas está construída sobre três ladeiras separadas por dois desfiladeiros, o oriental nasce de um pequeno manancial de água limpidas, que era até faz em uns anos atrás a principal fonte de água na região, enquanto o desfiladeiro ocidental, conhecido localmente como a barranca dos Cuijes, só leva água em época de chuvas. O lugar está formado por cinco edifícios; na ladeira ocidental somente encontra-se o campo de um jogo usando para realização do jogo de bola mesoamericano orientado sobre o eixo leste-oeste, enquanto na ladeira oriental temos um edifício de planta anular, cuja tradição é parecida com edifícios circulares de Teuchitlán, no estado de Jalisco (Weigand, 1993), ao que chamam na região Cajete, e um conjunto de três pirâmides que formam uma praça aberta ao sul, sócia a dois terraços que estão no mesmo nível suave do terreno.
A ladeira central é neste lugar o elemento que implicou o maior esforço construtivo, já que seu declive natural foi corrigido para conseguir formar uma grande explanada, a que sugere a concentração de um grande número de pessoas. Ao sul, um jogo orientado no eixo norte-sul comunica-se mediante uma calçada com o edifício maior deste lugar, ao que lhe chamam no vizinho povoado de Plazuelas "as casas tampadas". Este edifício implica seu desenho um elemento tradicional dos povos que habitaram o Bajío, ao que se lhe tem denominado pátio afundado, já que se encontra em um nível inferior dentro do edifício mencionado (Castañeda, 1998). Consta de uma grande plataforma retangular sobre a qual se construíram três pirâmides localizadas perimetralmente ao sul, ao norte e a leste, uma base maior no centro, e um pequeno "recinto" erguido entre os base norte, sul e centro.
As bases das pirâmides encontram-se unidas mediante um grosso muro com uma longa banqueta adosada a sua fachada interior, interrompida por sete acessos: três ao norte, três ao sul e um a oeste. O edifício tem duas ampliações, uma sobre o lado norte e outra sobre o sul; no primeiro caso a ampliação forma um pátio quadrangular no oeste e um pátio retangular no leste, comunicados mediante um corredor que corre paralelo a base. Esta ampliação comunica-se ao exterior mediante quatro escadas. No sul, devido ao declive do terreno, o anexo forma um longo terraço de forma similar à ampliação norte, e apresenta ao centro do lado sul, uma escada que desemboca na calçada que o une com o jogo.

## Detalhes da Arquitetura

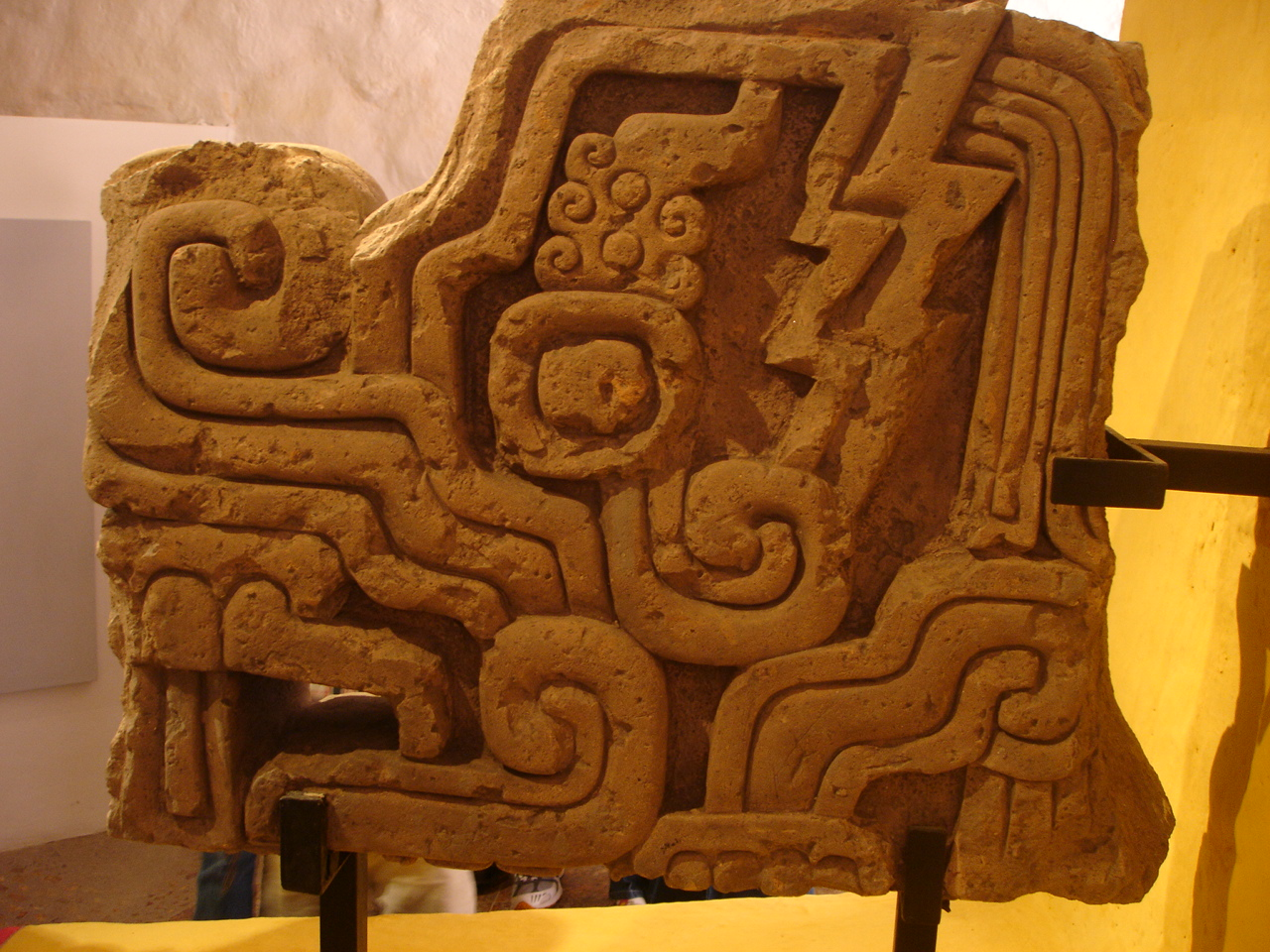
Peça do sítio arqueológico de Plazuelas, guardada no museu local.

As pirâmide da zona arqueológica de Plazuelas, tiveram suas explorações peritidas desde 1999, para observar diversos elementos nas bases norte e sul. Ambos foram modificados três vezes e em seu primeiro momento construtivo guardavam em seu desenho certa simetría, tendo como ornamento  sobre o declive do muro, a que se volta mais complexa na segunda etapa da base norte, enquanto no sul tende a ser mais singela; nos dois casos, uma laje é a que recebe o peso das pedras talhadas que conformam o ornamento. Na terceira etapa o desenho dos edifícios muda totalmente, no sul, o perfil do basamento é austero, pois o talud do muro não apresenta nenhum enfeito enquanto no norte está formada com grandes pedras talhadas que se contêm assim mesmas, resolvendo o esforço de ônus das lajes.
O recinto é um elemento muito escasso em Guanajuato. Sua planta arquitectônica figura um T e foi encontrado em um lamentável estado de conservação; ao que parece foi destruído em época pré-hispânica. A silhueta de seu muro perimetral apresenta também a saliente monolítica da última etapa da base norte, e se encontram entre os escombros, talhados em grandes pedras, caracóis cortados que deveram arrematar o edifício. Em seu interior encontram-se as impressões de um muro que dividia em dois o espaço, coberto com um andar de terra sobre o qual se observam rastros que poderiam corresponder a dois pequenos pátios porticados. O acesso principal de Casas Tampadas é mediante uma calçada limitada por baixos dos muros no oeste. Pelo norte, um afloramento rochoso foi reorganizado, para dar forma a vários degraus que marcam um suave descenso em linha reta ao manancial.
Rodeando a parte superior da ladeira central, encontra-se uma abundante afloramento de rochas ígneas, cujas superfícies foram utilizados pelos antigos habitantes para gravar nelas um grande número de elementos, que representam em alto e baixo relevo, cavidades, círculos, linhas de pontos, linhas contínuas, espirais, círculos concêntricos, figuras zoomorfas, planos e maquetas de edifícios isolados e de complexos lugares. As maquetas assinalam elementos arquitetônicos que se encontram no Bajío, como pátios afundados e outros de longínquas regiões como os guachimontones, o que reforça a hipótese da multietnicidade destas terras (Castañeda e Casimir, 1999). Entre elas, sobresai uma maqueta onde se observa com grande detalhe as particularidades de Casas Tampadas, sendo surpresa que os elementos nela talhados, acessos, escadas, corredores e planta arquitetônica das bases ou o recinto, apareçam no edifício conforme avançam as excavaciones.

## Resgate e os Petrogrifos
Dada sua importância, os trabalhos de restauração têm estado focados em primeiro lugar, à exploração, consolidação e restauração de Casas Tampadas, conseguindo ter visível uma grande parte do mesmo. Assim também, trabalhar no registo das pedras talhadas, como base de análise para seu estudo e conservação. Entre os achados relevantes com motivo destes trabalhos, encontram-se vários fragmentos de esculturas antropomorfas em pedra destruídas junto com o recinto, sobresaliente uma figura masculina, mutilada de mãos, pernas e cabeça, que parece ser a representação de um cativo, já que o delgado de seu corpo, a curvatura de suas costas, e a rigidez dos braços colados ao corpo, assinalam a uma personagem amarrado e dobragado, como os que observamos completos em outros edifícios de Mesoamérica.
Como parte dos trabalhos de proteção do lugar e seu meio, se realizaram com a arqueóloga Gladys Casimir, e seus alunos da Universidade Veracruzana, uma série de percursos nas imediações do lugar com a finalidade de conhecer sua extensão para propor sua delimitação, e áreas de resguardo, a médio e longo prazo, complementados com estudos de carácter histórico e social sobre a comunidade e o vizinhança de San Juan o Alto Plazuelas, pois além de se encontrar uma parte de suas moradias sobre a zona habitacional pré-hispânica, é inegável que a conservação do lugar depende em muito da participação de seus atuais moradores, pelo mesmo motivo se construiu um museu de lugar para o resgate de peças encontradas, bem como também um ponto turístico da zona.

## Existência de outras zonas
No território de Pénjamo encontram-se mais zonas arqueológicas, sobretudo em zonas montanhosas da Sierra de Pénjamo e cerca de algumas comunidades, que se encontram cerca de outros montes, mesma que estão descuidadas e que urge a presença de instituições como o INAH para seu resgate. Isto é mostra do rico passado milenar de Pénjamo e Guanajuato, tão impressionante como seu passado colonial ou vice-reinado em Plazuelas.